# 경정동층

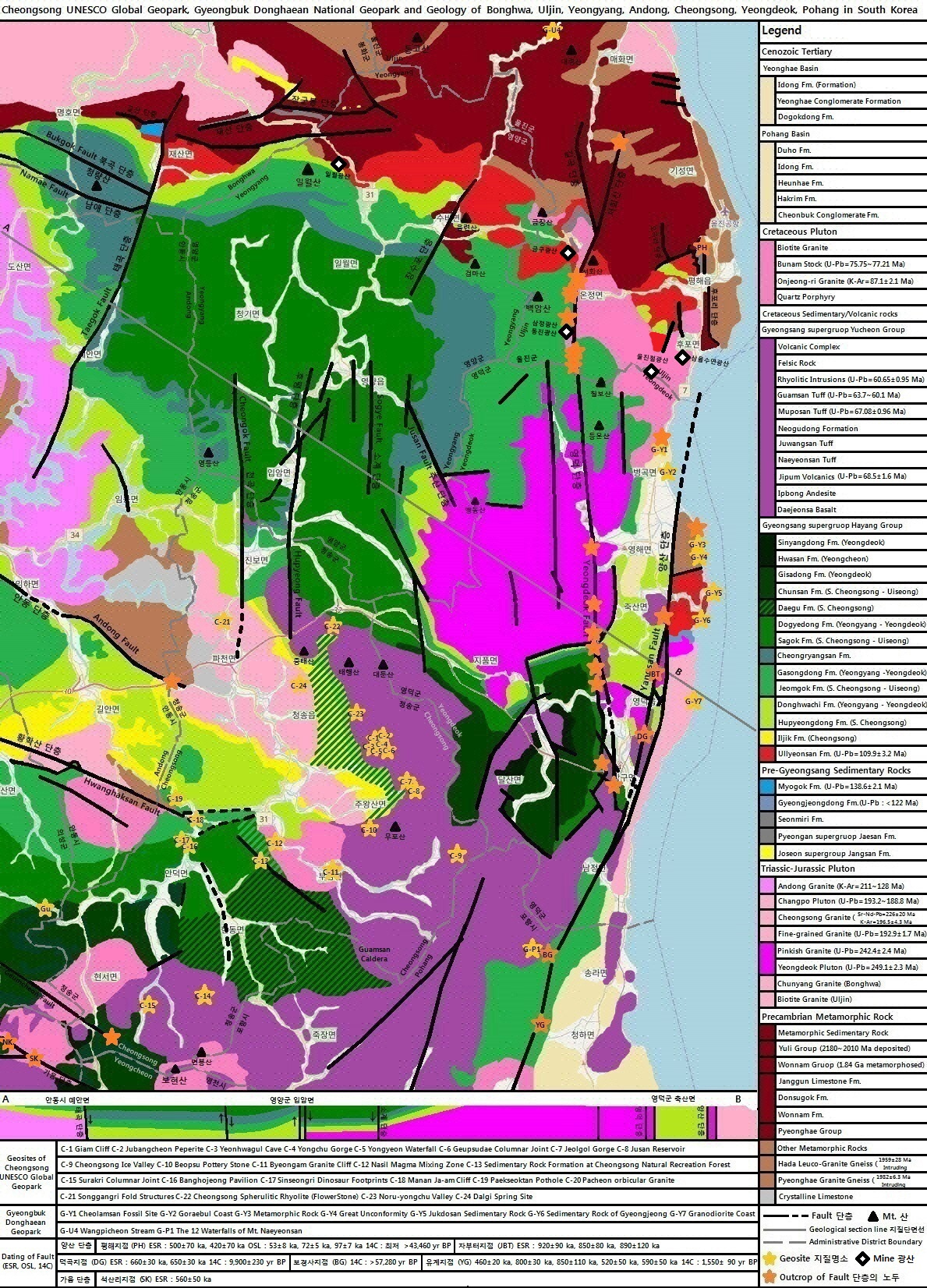
경정동층과 영덕군의 지질

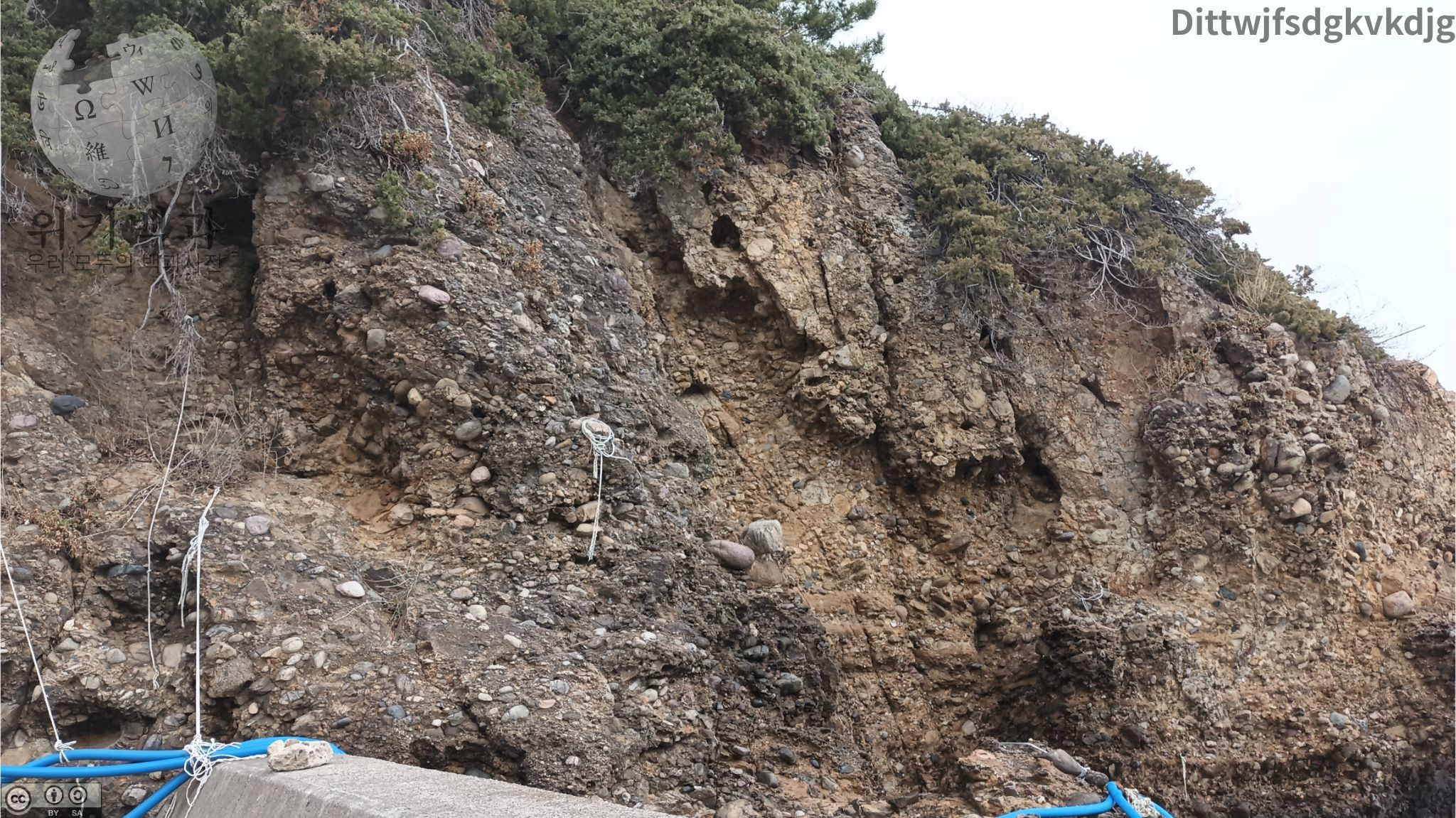
경정리 해안가의 경정동층 역암 절벽

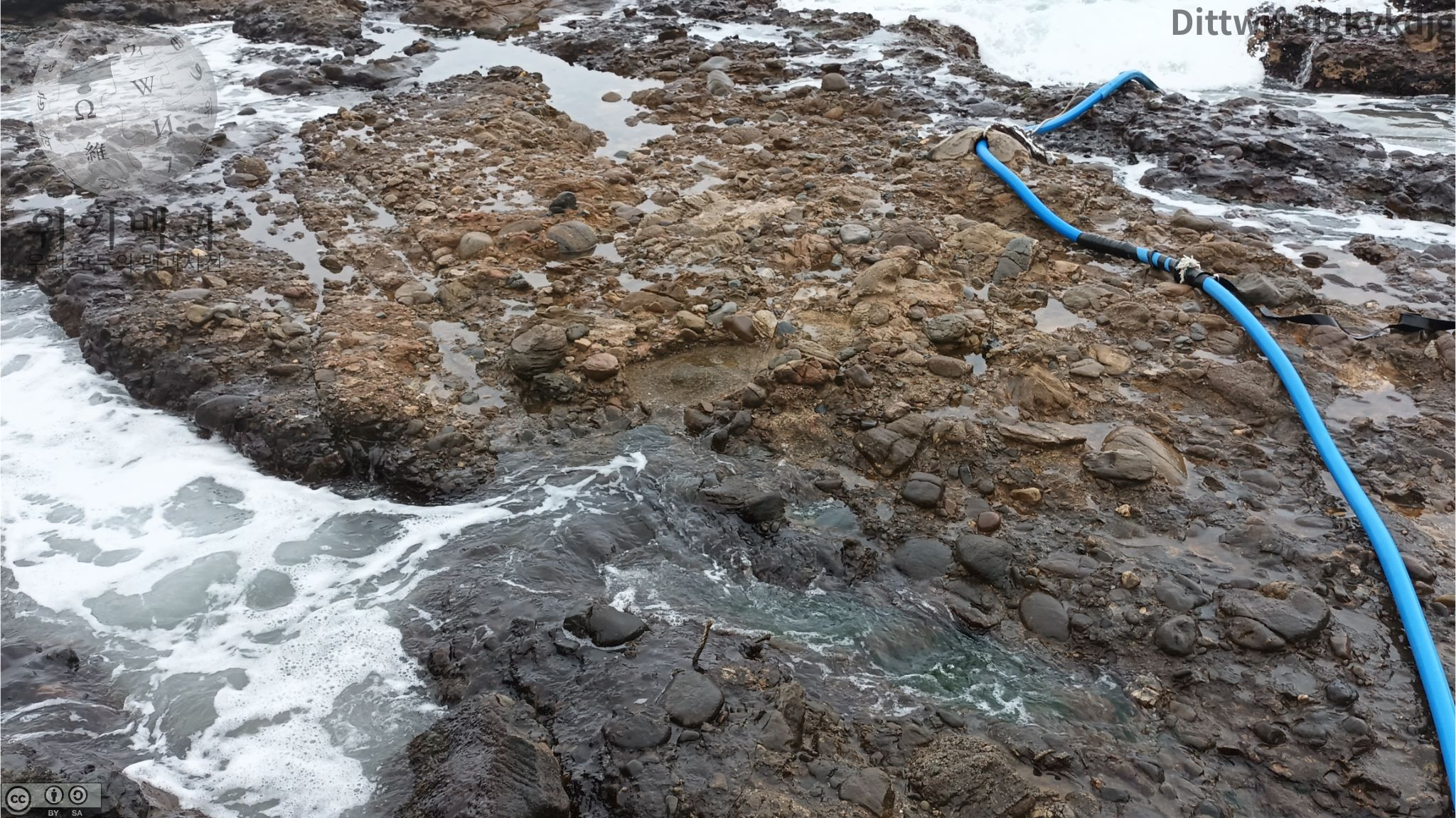
경정리 해안가의 경정동층 역암

경정동층(Kdk; Gyeongsang supergroup Gyeongjeongdong formation, Keiteido Formation, 景汀洞層)은 영덕군 축산면 경정리 남부에 동북동-서남서 방향으로 소규모 분포하는 중생대의 지층이다. 경정동층의 지질시대는 다른 암석과의 관계와 절대연령 측정 결과로 쥐라기와 백악기 사이인 것은 확실하며 암상과 식물 화석의 산출로 경상 누층군의 낙동층 또는 진주층에 대비된다는 의견이 있다. 

## 개요
경정동층은 일본인 지질학자 노부히로 하타에(Nobuhiro Hatae, 波多江信廣)에 의해 1937년 영덕 지질도폭에서 최초로 명명된 지층이다. 경정동층은 선경상계 쥐라기 우백질 화강암 위에 부정합으로 퇴적되어 있고 백악기의 경상 누층군 울련산층에 의해 정합으로 덮여있다. 주로 역암, 역질사암, 회색 사암, 미사암, 암회색 이암으로 구성되며 화산암력은 포함하지 않고 기저부는 함백운모흑색사암, 장석질사암, 사질역암 등으로 구성된다. 암석은 회색 내지 암회색을 띠며 연속성이 불량한 두께 1 m 이내의 무연탄층을 협재하기도 하며, 중부에 약 1 m 두께의 붉은색 이암이 2매 협재된다. 전체적으로 상향 세립화 경향을 보이며, 경정동층의 하부에서 평균 장경 15 cm, 중부에서 장경 5 cm, 상부에서 장경 2 cm 등 상부로 갈수록 역의 크기와 함량이 줄어들어 최상부에서 역질사암층이 사암 및 이암층과 교호하고 있다. 역암에 있는 역(礫)은 사진과 같이 둥글며 그 종류는 규암, 화강암류, 화강편마암, 암회색 사암과 이암, 흑색 셰일, 점판암, 편암 등으로 화산암 종류는 확인되지 않았다. 지층의 주향은 북서 80~38°, 경사는 북동 7~20°이다.

## 연구

### 화석
조선총독부 식산국 산하 조선총독부 지질조사소(地質調査所)의 노부히로 하타에(1937)는 1:5만 영덕 지질도폭 조사 시 경정동층에서 산출된 식물 화석Cladophlebis denticulata Brongniart, Nilssonia sp. cf. N. alaskana Hollick, Podozamites lanceolatus (L. & H.), Equisetites sp., Sequoia ambigua Heer을 보고하고 이에 근거하여 경정동층을 상부 낙동통에 대비하였다. 영덕 지질도폭에 의하면 경정동층은 주로 역암, 녹색을 띠는 사암, 녹회색 셰일로 구성되며 적색층은 없다. 경정동층 남단에 위치한 화강암류는 불국사 화강암류로 경정동층을 관입하고 있으며 오천동층(→울련산층, 동화치층)에 의해 정합으로 덮인다. 경정동층의 주향은 북동 70~80°, 경사는 북서 20°이며 지층의 두께는 약 130 m 이나 전체 두께는 알 수 없다.
장기홍과 양승영(1970)은 노부히로 하타에(1937)가 경정동층의 탄질셰일 및 암회색 사질셰일에서 발견한 식물화석이 의심할 여지 없는 낙동층군의 식물화석이며 특히 연화동층(낙동층)의 것과 유사하고, (암)회색을 띠고 역암, 사암 등으로 구성되며 무연탄층을 협재하는 암상도 연화동층에 대비된다고 보고하였다.
장기홍 외(1990)는 울진군 평해읍 부근에 경정동층과 암상, 두께가 비슷한 지층이 있다고 보고하였으며 경정동층이 탄질층의 협재와 역암 내에 화산암력을 함유하지 않는 암상 특성과 식물 화석으로부터 신동층군 진주층에 대비될 것으로 보고하였다.
전희영 외(1994)는 경정동층으로부터 Equisetites sp., Cladophlebis denticulata Brongniart, Cladophlebis sp., Nilssonia alaskana Hollick, Cupressinocladus sp., Frenelopsis sp., Pagiophyllum sp., Sequoia ambigua Heer, 및 Podozamites lanceolatus Lindley and Hutton, Podozamites sp. 등이 발견되었다. 이는 낙동층 상위 화석대와 유사한 조성을 보이고 있으며, 후기 발랑쟁절(Valanginian)-전기 바렘절(Barremian)의 시대를 지시하는 것으로 볼 수 있다.

### 절대연령
강희철 외(2018)는 경정동층의 사암으로부터 추출된 저어콘에 대해 SHRIMP U-Pb 절대연령을 측정한 결과 1억 2200만 년(122 Ma; 백악기 전기 압트절)보다는 젊은 연대를 보였다고 보고했다.

## 묘곡층-경정동층 관계
장기홍과 양승영(1970)은 지층의 암상과 화석에 근거해 영덕 지역의 경정동층과 그때까지 선경상계 지층으로 알려져 있던 봉화 지역의 묘곡층을 낙동통(신동층군)의 연화동층(낙동층)에 대비되는 것으로 추정하였다. 그리고 경정동층은 습곡 작용을 받지는 않았으나 층서적 상황은 묘곡층과 매우 흡사하다. 이는 "묘곡층은 경정동층과 동일한 기원을 가진 지층이며, 이 양자는 영양 소분지의 신라층군(울련산층, 동화치층, 가송동층, 청량산층, 도계동층) 밑에 깔려 있을지 모르는 가칭 묘곡-경정동층의 두 노두에 불과하다는 생각을 갖게 한다". 이 설명대로라면, 묘곡층과 경정동층은 사실 동일한 지층이며 그 일부만이 봉화와 영덕 지역에 따로 떨어져 소규모로 드러나 있는 것이다. 즉 영양군 지하 깊숙한 곳에 지표 상으로 드러나지 않는 가칭 '묘곡-경정동층'이 울련산층~도계동층 밑에 기저층으로 깔려 있는 것이다.

## 노두
영덕군 축산면 경정리 경정3리방파제 남측 해안 지역(북위 36° 28′ 24.45″ 동경 129° 26′ 02.51″ / 북위 36.4734583°  동경 129.4340306° , 지번: 영덕군 축산면 경정리 산 308, 도로명주소: 영덕군 축산면 경정3길 36 전면)에서 중생대 화강암과 경정동층과의 부정합 경계를 관찰할 수 있다. 화강암은 세립질이며 엽리가 일부 발달하고 홍색을 띤다. 주로 역암과 역질사암으로 구성된 경정동층 내에는 역들이 인장 응력에 의해 절단된 소규모 정단층과 석영 세맥들이 발달한다.

## 같이 보기
- 영덕군의 지질
- 경상 누층군 울련산층
- 역암
- 한국의 지질